# Evelyn Reed
Evelyn Reed, född 31 oktober 1905 i Haledon, New Jersey, död 22 mars 1979 i New York, var en amerikansk kommunistisk politiker och feministisk författare. Hon var medlem av Socialist Workers Party (SWP) från 1940 och samma år besökte hon Lev Trotskij i Mexiko. Reed var en av SWP:s presidentkandidater i valet 1972 och fick då 13 878 röster. Hon har skrivit många texter och böcker om den marxistiska synen på kvinnans utveckling, från urkommunismen till det kapitalistiska samhället. 
Tillsammans med Joseph Hansen skrev hon Cosmetics, Fashions, and the Exploitation of Women (Pathfinder Press, 1986).
På svenska finns hennes bok Kvinnans utveckling: från matriarkalisk klan till patriarkalisk familj (Röda rummet, 1978, översättning av Gunvor Karlström), en översättning av Woman's Evolution: from Matriarchal Clan to Patriarchal Family (Pathfinder Press, 1975).